# Морской сборник
«Морско́й сбо́рник» — старейший в мире ежемесячный журнал по военно-морской тематике, официальный орган военно-морского ведомства, издающийся с марта 1848 года без перерыва и смены названия.
В настоящее время учредителем «Морского сборника» как ежемесячного журнала Военно-морского флота является Министерство обороны Российской Федерации.

## История
Инициаторами создания журнала, первый номер которого вышел 15 (27) марта 1848 года, выступили передовые русские морские офицеры с Фёдором Петровичем Литке во главе. В то время он возглавлял Морской учёный комитет.
Издание этого журнала немало способствовало преобразованиям в русском флоте: переходу от парусного флота к паровому, модернизации морского вооружения и кораблестроения. На протяжении своей более чем полуторавековой истории журнал неоднократно то становился прогрессивным изданием, освещающим острые социально-политические вопросы, то превращался в узковедомственное военно-техническое издание.
В задачи журнала всегда входило: «распространение полезных сведений между служащими флота и вообще в морской службе необходимых знаний по морской части», а также — изучение и распространение военно-морских и технических знаний на флоте, освещение событий «прошедших времён во всех флотах», опубликование биографий видных деятелей русского флота, описание «необыкновенных происшествий» и кораблекрушений, сведений о плавании судов и эскадр, основах оперативного искусства и тактики.
Первой публикацией «с продолжением» стал очерк о Русской Америке Э. Л. Блашке «Несколько замечаний о плавании в байдарках и о лисьевских алеутах», напечатанный в № 2 и № 3 журнала в первый год издания (1848).
За годы службы России со своими статьями в «Морском сборнике» выступали: В. фон Глазенап, А. Н. Островский, И. А. Гончаров, А. Ф. Писемский, В. И. Даль, К. М. Станюкович, Н. И. Пирогов, Э. Х. Ленц, Б. С. Якоби, К. В. Ушинский, Ф. Г. Толль, Е. В. Путятин, С. О. Макаров, Г. И. Бутаков, А. Н. Крылов, С. К. Джевецкий, Ю. М. Шокальский и др.
В «Морском сборнике» публиковались статьи по истории флота А. П. Соколова, С. И. Елагина, Ф. Ф. Веселаго, В. Ф. Головачёва, публицистические статьи и художественные произведения Н. И. Пирогова, К. В. Ушинского, В. И. Даля, И. А. Гончарова, А. Н. Островского, А. Ф. Писемского, К. М. Станюковича. В своё время о журнале высоко отзывались А. И. Герцен, Н. П. Огарёв, Н. А. Добролюбов, Н. А. Некрасов, М. Е. Салтыков-Щедрин.
В 1856 году тираж журнала составлял 6 тысяч, в 1935 году — 5 тысяч, в 2010 году — 9,5 тысяч экземпляров.
Во второй половине XIX века — начале XX века в журнале печатались Г. И. Бутаков, К. Н. Посьет, С. С. Лесовский, И. А. Шестаков, С. О. Макаров, Д. И. Менделеев, А. Н. Крылов и другие.
В период с 1848 по 1917 год «Морской сборник» издавался в Санкт-Петербурге (Петрограде), после 1917 года по настоящее время издаётся в Москве.
В советское время журнал стал научно-теоретическим журналом Рабоче-Крестьянского Красного Флота, а затем Военно-морского флота СССР.
Уже 29 ноября 1917 года был подписан указ о передаче журнала в ведение Морского Генерального штаба и назначении руководства из революционных моряков. А главным редактором вскоре стал бывший унтер-офицер эскадренного миноносца «Всадник», радиотелеграфист С. П. Лукашевич.
В 1980 году «Морской сборник» был награждён орденом Красной Звезды.
В 2006 и 2007 году журнал удостоен знаком отличия «Золотой фонд прессы».
24 декабря 2008 года журнал удостоен Почётной грамоты Московской городской думы.
«Морской сборник» входит в перечень изданий, рекомендованных Высшей аттестационной комиссией (ВАК) для научных публикаций.

### Издания эмиграции
С 1921 по 1924 год (одновременно с советским «Морским сборником») в Бизерте (Тунис) под руководством капитана 2-го ранга Нестора Александровича Монастырёва выходил русский «Морской сборник». Вышло в свет 26 номеров.
В 1928—1931 годах в Чехословакии под редакцией капитана 1-го ранга Я. Подгорного издавался «Зарубежный морской сборник».
В 1943—1965 годах в Нью-Йорке издавался журнал «Морские записки», сходный с «Морским сборником», где публиковались материалы по истории русского флота, Русско-японской, Первой мировой, Гражданской и Второй мировой войнах. Всего вышло 59 номеров. Редакторы: старший лейтенант С. В. Гладкий (1943—1946), старший лейтенант барон Г. Н. Таубе (1947—1963).

## Цитаты
«Я желал бы видеть в „Морском сборнике“ ряд нравственно-философских рассуждений, написанных весьма смело и сильно, доступным для каждого языком, с целью — с одной стороны — опорочить те недостатки, которые мы принуждены сознавать между морскими офицерами и чиновниками и которые должны быть заклеймены общественным осмеянием, а с другой стороны — указать и растолковать как следует понимать некоторые предметы и отношения. К 1 разряду будут принадлежать: порицание системы лжи, замашки показать товар лицом, выказать небывалые заслуги свои и утаить недостатки, упущения и ошибки; образ взгляда на казённое имущество, расчёты с углем и дровами, системы наказания нижних чинов и обращения с ними и тп. Ко 2 ряду статей можно отнести объяснение, как смотреть на награды и производства, отношение товарищей и пр… Желательно бы колкой насмешкой порицать зло и хвалить добро, но хвалить умно, а не приторно».
Великий князь Константин Николаевич

## Главные редакторы журнала[10]
- Глазенап, Богдан Александрович, адмирал, генерал-адъютант (1848—1849)
- Скаловский, Ростислав Карпович, генерал-майор (1849)
- Крашенинников, Сергей Петрович, капитан 2-го ранга (1850—1853)
- Лисянский, Платон Юрьевич, адмирал, адъютант великого князя Константина Николаевича (1853—1855)
- Зеленой, Иван Ильич, генерал-майор (1855—1860)
- Мельницкий, Всеволод Петрович, капитан 2-го ранга (1860—1866)
- Зеленой, Никандр Ильич, генерал-майор (1866—1886)
- Купреянов, Василий Андреевич, капитан 2-го ранга (1886—1888)
- Зотов, Рафаил Владимирович, подполковник (1889—1893)
- Мордовин, Павел Александрович, полковник (1894—1899)
- Вербицкий, Петр Николаевич, генерал-майор (1899—1912)
- Житков, Константин Георгиевич, лейтенант (1912—1917)
- Лукашевич, Сергей Прокофьевич (1918—1919, 1927—1931)
- Новопашенный, Пётр Алексеевич, капитан 1-го ранга (1919)
- Егорьев, Всеволод Евгеньевич (1919—1930)
- Монастырев, Нестор Александрович, капитан 2-го ранга (1921—1924, г. Бизерта, Тунис)
- Киреев, Григорий Петрович (1931—1932)
- Окунев, Григорий Сергеевич (1932—1933)
- Стасевич, Павел Григорьевич, капитан 1-го ранга (1933—1937)
- Крупский, Михаил Александрович, военинженер 2-го ранга(1937)
- Петровский, Владимир Алексеевич, контр-адмирал (1939—1941)
- Алафузов, Владимир Антонович, адмирал (1941—1942, 1945—1946)
- Пантелеев, Юрий Александрович, адмирал (1942—1944)
- Абанькин, Павел Сергеевич, адмирал (1944—1945)
- Найда, Сергей Федорович, генерал-майор береговой службы (1946—1949)
- Елисеев, Иван Дмитриевич, вице-адмирал (1949—1951)
- Филипповский, Александр Александрович, контр-адмирал (1951—1956)
- Вершинин, Дмитрий Александрович, контр-адмирал (1956—1969)
- Щедрин, Григорий Иванович, вице-адмирал (1969—1973)
- Дыгало, Виктор Ананьевич, контр-адмирал (1973—1977)
- Пушкин, Александр Сергеевич, контр-адмирал (1978—1987)
- Агафонов, Геннадий Данилович, контр-адмирал (1987—1998)
- Веледеев, Александр Геннадьевич, капитан 1-го ранга (1998—1999)
- Остапенко, Виктор Вячеславович, капитан 1-го ранга (1999 — по настоящее время)[11]

## Морской сборник вфилателии
В 1973 году Министерством связи СССР был выпущен маркированный конверт и организовано специальное гашение на московском Главпочтамте в ознаменование 125-летия основания журнала. На специальном почтовом штемпеле дано изображение броненосца «Потёмкин» на фоне раскрытой книги, ленты с памятной надписью и очертания якоря. Штемпель был выполнен по рисунку художника Ю. К. Левиновского.